# Shin Megami Tensei IV: Apocalypse
Shin Megami Tensei IV: Apocalypse (conocido en Japón cómo Shin Megami Tensei IV: FINAL) es un videojuego de rol de 2016 desarrollado y publicado por Atlus para Nintendo 3DS. Es la secuela de Shin Megami Tensei IV, ambientada en un mundo alternativo posapocalíptico. El juego es parte de la serie Shin Megami Tensei, la serie central de la franquicia Megami Tensei. El juego presenta mecánicas de juego de lanzamientos anteriores, como el sistema de batalla Press Turn, donde los jugadores y enemigos luchan y explotan las debilidades, lo que permite a cualquiera de los lados ganar turnos adicionales o perderlos.
La historia está ambientada en una línea temporal alternativa de Shin Megami Tensei IV, y se centra en el cazador de demonios Nanashi, un protagonista silencioso que muere y es resucitado por el demonio Dagda. El desarrollo comenzó poco después del lanzamiento de Shin Megami Tensei IV. Recibió críticas generalmente positivas de los críticos, quienes elogiaron la sensación del juego y los cambios en la calidad de vida de Shin Megami Tensei IV. El juego vendió aproximadamente la mitad de las ventas iniciales de Shin Megami Tensei IV durante su primera semana, lo que todavía se consideraba un éxito para una entrega no numerada de la serie.

## Sistema de juego
En Shin Megami Tensei IV: Apocalypse, el jugador controla al cazador de demonios Nanashi mientras explora lugares que incluyen un Tokio posapocalíptico y el reino medieval Mikado. La ambientación, la mayoría de los demonios y una gran cantidad de mecánicas son heredadas del predecesor del juego, Shin Megami Tensei IV.El jugador navega por entornos locales con una perspectiva en tercera persona, con la ayuda de un mapa mundial elevado. Las batallas tienen lugar desde una perspectiva en primera persona (similar a los juegos clásicos de la serie) y se desencadenan a través de secuencias de historias o al encontrar espíritus enemigos en el entorno. El grupo gana puntos de experiencia y sube de nivel al ganar batallas y completar misiones. Cuando el protagonista sube de nivel, recibe puntos de habilidad asignados a cinco estadísticas diferentes que alteran su desempeño en la batalla.Cuando está en batalla, Nanashi tiene un grupo de tres demonios y un "Compañero", un compañero automatizado con una lista de demonios única, que les otorga un conjunto diferente de habilidades. 
Durante la batalla, tanto las acciones del jugador como las del enemigo se rigen por el sistema Press Turn, un sistema de batalla por turnos heredado de entradas anteriores de la serie Shin Megami Tensei. El sistema gira en torno a explotar las debilidades físicas o elementales y realizar ataques críticos: si un personaje golpea el punto débil de otro personaje o le asesta un golpe crítico, el grupo gana un turno adicional, mientras que si el ataque es absorbido o bloqueado, pierde su turno. Si un miembro del grupo de cualquier lado tiende una emboscada al enemigo, golpea una debilidad o recibe un golpe crítico, puede entrar en el estado "Smirk": Sonreír aumenta temporalmente el daño de un personaje, elimina sus debilidades elementales y le da una alta probabilidad de esquivar ataques. También otorga bonificaciones temporales a las habilidades de un personaje.
Además de luchar contra los demonios, también se les puede persuadir para que se unan al lado del jugador, como única forma de formar un grupo. Si un demonio no ataca inmediatamente, está abierto a la negociación y se le puede persuadir para que se una. Si un demonio acepta unirse pero el nivel de Nanashi es demasiado bajo, se llama a otro demonio para que tome el lugar del primer demonio. Una vez que forman parte del grupo, los demonios pueden entablar un diálogo y otorgar habilidades y bonificaciones a Nanashi. Ciertas habilidades también afectan la salud, la magia y las resistencias elementales del demonio, y ciertos tipos de ataques infligen penalizaciones u otorgan mejoras de estado adicionales. Se pueden fusionar dos o más demonios en una nueva forma, otorgando nuevas habilidades. Durante la fusión, los jugadores pueden elegir qué habilidades se conservan y cuáles se descartan.

## Sinopsis

### Escenario y personajes
Shin Megami Tensei IV: Apocalypse tiene lugar en el año 2038 en Japón, dentro del mismo escenario que Shin Megami Tensei IV.25 años antes, se libró una guerra devastadora entre los ángeles y los ejércitos de Lucifer. Para proteger a Tokio de los daños, se creó una gran cúpula de roca. Si bien protegió a Tokio, los recursos se volvieron cada vez más escasos durante los años siguientes, mientras ángeles y demonios gobernaban a los humanos.
La historia incorpora folklore de religiones antiguas, incluidas deidades como Krishna, Odín y YHVH. El protagonista silencioso del juego es el cadete cazador de demonios Nanashi. Muere mientras caza demonios y el demonio Dagda se pone en contacto con él en el más allá, quien se ofrece a devolverle la vida al protagonista a cambio de convertirse en su "asesino de dioses". Cuando regresa a la vida, Dagda y Odín lo manipulan para que libere a Krishna de una prisión creada por YHVH, quien forma una alianza de varias deidades politeístas llamadas Poderes Divinos, con el supuesto propósito de salvar a la humanidad y oponerse a Merkabah y Lucifer. La historia sigue el comienzo de la ruta neutral del juego anterior: el protagonista Flynn y su compañero Isabeau han elegido aliarse con la gente de Tokio, mientras que los antiguos compañeros de Flynn, Jonathan y Walter, se han convertido respectivamente en los anfitriones de Merkabah, líder de las fuerzas angelicales de Dios. y Lucifer, gobernante de las hordas de demonios.Hay múltiples finales, y ambos finales principales son neutrales; La ley del juego y los finales del caos sirven como conclusiones abreviadas de la historia.

## Desarrollo
Shin Megami Tensei IV: Apocalypse se creó porque los desarrolladores querían ver qué podían hacer con los personajes de IV. Decidieron crear un título nuevo en lugar de un relanzamiento mejorado. La producción comenzó después de que finalizara el desarrollo de Shin Megami Tensei IV en 2013. Como parte de su desarrollo, el equipo analizó los comentarios de los jugadores con el objetivo de crear "el juego de rol número uno en 3DS". Regresaron varios miembros del personal del juego original, incluido el productor Kazuyuki Yamai, el diseñador de personajes Masayuki Doi y el compositor de la banda sonora Ryota Kozuka. Satoshi Ohyama, que había trabajado en Shin Megami Tensei IV como programador principal, fue asignado como director. El mundo del juego y el escenario básico fueron creados por Kazuma Kaneko, mientras que el guion fue escrito por Yusuke Miyata. 
Los temas principales de la historia son establecer o romper vínculos con los demás y el advenimiento de una "realidad inevitable", siendo una palabra clave en la historia "deicidio". Un elemento de la historia fue la idea de deidades de facciones de deidades politeístas que luchaban contra ser subsumidas por las deidades monoteístas abrahámicas. Se refinaron los diseños de demonios del juego anterior, incluidos los personajes Medusa, Merkabah y Lucifer. Doi diseñó las figuras de las deidades basándose en las tradiciones que las rodean en sus mitologías nativas. La coloración de las deidades politeístas también estuvo influenciada por creencias sobre los colores de sus tierras nativas. Las formas humanas de Merkabah y Lucifer se basaron en la idea de que las facciones monoteístas obtenían poder de la fe humana.  El protagonista principal del juego fue diseñado originalmente para ser mucho mayor, y su diseño adulto se trasladó a uno de los personajes no jugables del juego. En cambio, el protagonista se convirtió en un adolescente para relacionar mejor los temas de inmadurez del juego.  En relación con los temas del juego está el hecho de que el protagonista principal proviene de una fuerza de clase mucho más baja y menos elitista que el protagonista de Shin Megami Tensei IV. La música estuvo a cargo del compositor Ryota Kozuka, quien anteriormente había trabajado como compositor de Shin Megami Tensei IV. Trabajó en Apocalypse junto con su trabajo arreglando temas para Persona 4: Dancing All Night.
Para su lanzamiento occidental, el subtítulo se cambió de "Final" a "Apocalypse". La localización se tomó su tiempo para seleccionar un nombre que tuviera las mismas implicaciones que el título japonés y al mismo tiempo fuera más fácil de entender para los jugadores occidentales. Entre los títulos que tuvieron que ser rechazados estaban "End War" debido a problemas de derechos de autor y "Holy War" debido a una posible reacción violenta. Como se incorporó el símbolo "A" al logotipo, se decidieron por una palabra que comenzara con A. El título "Apocalypse" se fue elegido después de mucha discusión. Durante aproximadamente dos semanas durante este proceso, el equipo consideró eliminar el número del juego como se había hecho con Nocturne.

## Promoción y lanzamiento
El juego fue mostrado por primera vez a través del sitio web principal de Shin Megami Tensei IV : cuando un hashtag específico se reenviaba a través de Twitter 15.000 veces, una superficie rocosa que ocultaba el título se rompía y revelaba su secreto. El juego finalmente se reveló el 5 de octubre de 2015, cuando el desarrollo estaba aproximadamente completo en un 90%. El juego se lanzó para Nintendo 3DS en Japón el 10 de febrero de 2016, y en Norteamérica el 20 de septiembre de 2016. También fue lanzado en la región PAL por Deep Silver, el 2 de diciembre de 2016 en Europa y el 9 de diciembre en Australia. Los pedidos anticipados en Norteamérica y las copias del día del lanzamiento incluyeron un conjunto de tres pines con emblemas de metal en forma de símbolo de la paz, un símbolo de anarquía y la marca de Dagda.

## Recepción
Shin Megami Tensei IV: Apocalypse fue en general bien recibido por la crítica, según el sitio web de reseñas Metacritic.  Fue el juego más vendido en Japón durante su semana de debut, con un estimado de 96.300 copias vendidas. Estas cifras de ventas fueron aproximadamente la mitad de las ventas de debut de Shin Megami Tensei IV, y Siliconera las consideró un buen desempeño para un juego de Shin Megami Tensei fuera de las nuevas entradas numeradas.
Los críticos quedaron impresionados con las imágenes del juego, y Heidi Kemp de GameSpot afirmó que Apocalipsis tenía un "increíble sentido del diseño visual".  Jeremy Parish de USGamer elogió el juego y lo calificó como uno de los "juegos más realistas para 3DS".  Luca Forte, que escribe para Eurogamer Italia, calificó las imágenes detalladas y agradables como una mejora definitiva con respecto a Shin Megami Tensei IV. Sin embargo, Chris Carter, que escribía para Destructoid, afirmó que los gráficos eran "monótonos", y lo atribuyó a las limitaciones de la 3DS. 
El juego recibió muchos comentarios sobre las mejoras en su calidad de vida respecto a las encontradas en el título anterior. Parish elogió las modificaciones al juego, mientras que Forte destacó las mejoras en el sistema de mapas del juego. Kemp de GameSpot elogió el juego por su "gran cantidad de mejoras en su juego principal que mejoran enormemente la experiencia de caza y exploración de demonios". 
El universo del juego de Apocalipsis fue criticado por ser demasiado similar al del juego anterior. Escribiendo para Game Informer, Daniel Tack comentó que "aparte de la historia, no hay muchas novedades" con Apocalypse. Sin embargo, Morgan Sleeper de Nintendo Life lo describió como una "especie de secuela", mientras que Forte escribió que el juego "no era una secuela ni siquiera un DLC, sino una obra maestra".  